# 尹克栄
尹 克栄（ユン・グギョン、朝鮮語: 윤극영、1903年 - 1988年）は、日本統治時代の朝鮮と大韓民国の童謡作家、作曲家、児童文化運動家。
本貫は海平尹氏。あだ名は作品名からとった「半月おじいさん」（반달할아버지）である。

## 経歴
1903年、ソウル生まれ。校洞普通学校を卒業した後、1917年に京城高等普通学校を経て、京城法学専門学校に入学したが、1921年に中退した。その後は日本に渡り、東京音楽学校・東洋音楽学校などで声楽とバイオリンを専攻した。
1923年にセクトン会の創立同人に加わり、朝鮮語の童謡の創作を試みた。同年7月にソウルで開催された「全朝鮮少年指導者大会」に参加し、『童謡に対する実在論』（동요에 대한 실재론）というタイトルの講演をした。関東大震災後の1924年にソウルに帰り、童謡団体「ダリア会」を組織し、児童文化運動、童謡創作と作曲運動を行った。1926年1月、ピアニストのオ・インギョンと共に満洲の龍井に行き、現地の東興中学校・光明中学校・光明高等女学校で音楽教師として約10年間務めた。現地で『ツバメ兄妹』（제비 남매）『雨傘3つ並んで』（우산 셋이 나란히）『漁り』（고기잡이）などの多くの童謡を作曲した後、1936年にソウルに戻り、音楽活動をしばらくした。同年にまた渡日し、1937年に劇場の歌手として就職し、芸術団の創立を試みた。1940年にまたソウル・間島を経由してハルビンに行き、ハルビン芸術団を創立したが失敗した。1941年には龍井に戻り、駅馬車事業を営みながら、間島省協和会会長を務めた。その後もまたハルビンで芸術活動を行った。解放後は1946年に龍井で警備隊に捕らえられ、3年の刑を宣告されたが、服役中に保釈された。1947年に天津から手押し車を押して朝鮮半島南部に帰国した。
1987年には子供の心性啓発と馴化を目的とする童話・童謡・絵・演劇などの活動を推進する団体である童心文化院を設立・運営したが、1988年に85歳で死去した。その後、童心文化院は半月文化院に改称され、ソウル未来遺産第1号である尹克栄家屋の管理者となった。

## 作品・著書

### 音楽作品
最も有名な作品は「푸른 하늘 은하수 하얀 쪽배에」（青い空に銀河水、白い小舟に）から始まる1924年の『半月』（반달）であり、韓国最初の童謡とも呼ばれる。他には「까치까치 설날은 어저께고요」（カササギのお正月は昨日）から始まる『お正月』（설날）『おきなぐさ』（할미꽃）『漁り』（고기잡이）『うぐいす』（꾀꼬리）『玉兎の歌』（옥토끼노래）などの創作童謡を発表し、『つらら』（고드름）『朱鷺』（따오기）などの童謡に曲をつけるなどの童謡普及運動を行った。漸層法による童謡の創作を通じて、草創期の児童文学運動に大きく貢献した。
『半月』は中国でも有名な童謡の1つである。1950年代初頭、北京で朝鮮族の音楽家父子により中国語に翻訳・編曲され、1979年に30年間の愛唱歌として『小白船』というタイトルで中国全国通用の音楽教科の教科書に収録された。なお、この曲は中国で演奏される時、「朝鮮族童謡」としか紹介せず、作者について触れないこともある。

### 著書
主な著書として、韓国初の童謡曲集『半月』（반달、1925年）や『尹克栄111曲集』（1963年）などがある。

## 賞勲
1956年には第1回「小波賞」を受賞。1963年にはソウル教育大学制定の「ありがたい先生様」に推戴され、1970年には国民勲章木蓮章を受章した。